# Bon Appétit (tijdschrift)
Bon Appétit, of kortweg BA, is een Amerikaans culinair tijdschrift dat maandelijks wordt uitgegeven door Condé Nast.

## Geschiedenis
Bon Appétit werd gelanceerd in 1956. Het werd een tweemaandelijks tijdschrift in december 1956 in Chicago. Het tijdschrift werd gekocht door M. Frank Jones in Kansas City in 1965. Jones werd hoofdredacteur en uitgever tot 1970, toen Bon Appétit overging naar de Pillsbury Company, die het vier jaar later verkocht aan Knapp Communications, uitgever van Architectural Digest.
Condé Nast Publications, de huidige eigenaar, kocht Knapp Communications in 1993. Haar zusterpublicatie was Gourmet, voordat deze in oktober 2009 werd stopgezet. De hoofdzetel van het tijdschrift, die zich in Los Angeles, bevond, werd begin 2011 verplaatst naar New York. Het hoofdkantoor bevindt zich in het One World Trade Center. Condé Nast is het moederbedrijf van enkele bekende namen zoals Vogue, W, Allure, Glamour en Vanity Fair.

## Redacteuren

### Hoofdredacteuren
| Land                      | Naam              | Periode   |
| ------------------------- | ----------------- | --------- |
| Vlag van Verenigde Staten | James A. Shanahan | 1956-1961 |
| Vlag van Verenigde Staten | Alan Shearer      | 1961-1962 |
| Vlag van Verenigde Staten | Charles Walters   | 1962-1963 |
| Vlag van Verenigde Staten | Betty Paige       | 1963-964  |
| Vlag van Verenigde Staten | W.C. Carreras     | 1964      |
| Vlag van Verenigde Staten | Floyd Sageser     | 1964-1965 |
| Vlag van Verenigde Staten | M. Frank Jones    | 1965-1976 |
| Vlag van Verenigde Staten | Paige Rense       | 1976-1983 |
| Vlag van Verenigde Staten | Marilou Vaughan   | 1983-1985 |
| Vlag van Verenigde Staten | William J. Garry  | 1985-2000 |
| Vlag van Verenigde Staten | Barbara Fairchild | 2000-2010 |
| Vlag van Verenigde Staten | Adam Rapoport     | 2010-2020 |
| Vlag van Verenigde Staten | Dawn Davis        | 2020-     |

### Oplagen
Voor de gedrukte editie gaf Condé Nast in 2012 1.452.953 betaalde abonnementen en 88.516 losse exemplaren aan voor de periode tot november 2012. Het lezerspubliek heeft een gemiddelde leeftijd van 48 jaar en is voor 74% vrouwelijk. Ook heeft 46% van de lezers een universitair diploma en 36% een professionele of leidinggevende functie. 59% is getrouwd.

## Best New Restaurants
Sinds 2009 heeft Bon Appétits-vicehoofdredacteur en restaurantredacteur Andrew Knowlton, later aangevuld met senior editor Julia Kramer, een lijst samengesteld van 'de beste nieuwe restaurants in de VS'. De lijst wordt jaarlijks eind augustus gepubliceerd voor het septembernummer dat begint met 50 restaurants, aangevoerd door een Top 10. De eerste twee jaar was de lijst niet in een specifieke volgorde.

## YouTube-kanaal
Bon Appétit heeft een YouTube-kanaal, opgericht in 2008. De eerste video werd echter pas gepubliceerd op 14 november 2012. In de loop van tijd heeft het kanaal ongeveer 6 miljoen abonnees verzameld en 1,5 miljard totale weergaven (cijfers van 2021).

### Series
Het kanaal heeft enkele series.
| Naam                     | Presentator(en)                  | Seizoenen | Afleveringen | Tijdspanne | Opmerking |
| ------------------------ | -------------------------------- | --------- | ------------ | ---------- | --- |
| Back-to-back Chef        | Gordon Ramsay, Carla Lalli Music | 1         | 3            | 2017-2019  | Gordon of Carla kookt rug-aan-rug met bekende Amerikanen, en moeten met alleen mondelinge instructies ze een gerecht laten maken. |
| From the Test Kitchen    | Verschillende redacteuren        | 1         | 129          | 2016-2019  | De redacteuren maken recepten die gecreëerd zijn in de testkeuken van BA.                                                         |
| Making Perfect           | Verschillende redacteuren        | 1         | 5            | 2019       | De redacteuren proberen het perfecte recept te creëren voor typische gerechten. Seizoen 1: Pizza.                                 |
| Baking School            | Claire Saffitz                   | 1         | 5            | 2019       | Claire leert je hoe je moet bakken. Seizoen 1: Taarten.                                                                           |
| Gourmet Makes            | Claire Saffitz                   | 1         | 17           | 2018-2019  | Claire probeert bekende snacks gastronomischer te maken.                                                                          |
| It's Alive with Brad     | Brad Leone                       | 3         | 18, 20, 10   | 2016-2019  | Documentaire vorm. |
| It's Alive: Goin' Places | Brad Leone                       | 1         | 4            | 2019       | Documentaire vorm. |
| Alex Eats It All         | Alex Delany                      | 1         | 7            | 2017-2019  | Alex zoekt in verschillende steden het beste restaurant om een bepaald gerecht te eten.                                           |

 Deze lijst is het laatst geüpdatet op 20/05/2019. 